# 刺蒴藓属
刺蒴藓属（学名：Trachythecium）为刺果藓科的一个属。

## 物种
本属包括以下物种：
- 小果刺蒴藓 Trachythecium micropyxis
- Trachythecium verrucosum